# Грейси IV, Арчибальд
Полковник Арчибальд Грейси IV (англ. Archibald Gracie IV; 17 января 1858 — 4 декабря 1912) — американский писатель, историк-любитель, инвестор недвижимости, один из немногих выживших пассажиров лайнера «Титаник», спасённых из воды. Автор книги о катастрофе.

## Биография
Грейси родился в Мобиле, Алабама, в богатой шотландско-американской семье из Нью-Йорка. Он был тёзкой и прямым потомком Арчибальда Грейси, построившего особняк Грейси, нынешнюю резиденцию мэров Нью-Йорка. Его отец, Арчибальд Грейси III, был бригадным генералом в армии Конфедерации во время Гражданской войны. Арчибальд Грейси обучался в школе Святого Павла в Конкорде, и Военной академии Вест-Пойнт, и в конце концов стал полковником 7-го Нью-Йоркского полка ополчения.
22 апреля 1890 года он женился на Констанции Элиз Шак (1852—1937), дочери аристократа датского происхождения Отто Вильгельма Кристиана Шака (1818—1875) и Элизабет Инез Маккарти (1826—1910). В браке родились дочери :
- Констанс Джули Грейси (1891—1903), которая погибла 7 июня 1903 года в шахте лифта в отеле «Тремоиль» в Париже.
- Эдит Темпл Грейси (1894—1918). 15 декабря 1917 года она вышла замуж за Данбара Бёрчелла Адамса, сына Джона Данбара Адамса, президента Американской компании Chicle. Она умерла от воспаления легких 31 декабря 1918 года в возрасте 24 лет.

Полковник Грейси был историком-любителем, и особенно его очаровывала битва при Чикамоге, в которой участвовал его отец. Он провёл несколько лет, собирая информацию о битве и, в конечном итоге, опубликовал книгу «Правда о Чикамоге». В 1912 году он путешествовал по Европе на «Океанике», но в США решил вернуться на борту «Титаника».

## На борту «Титаника»

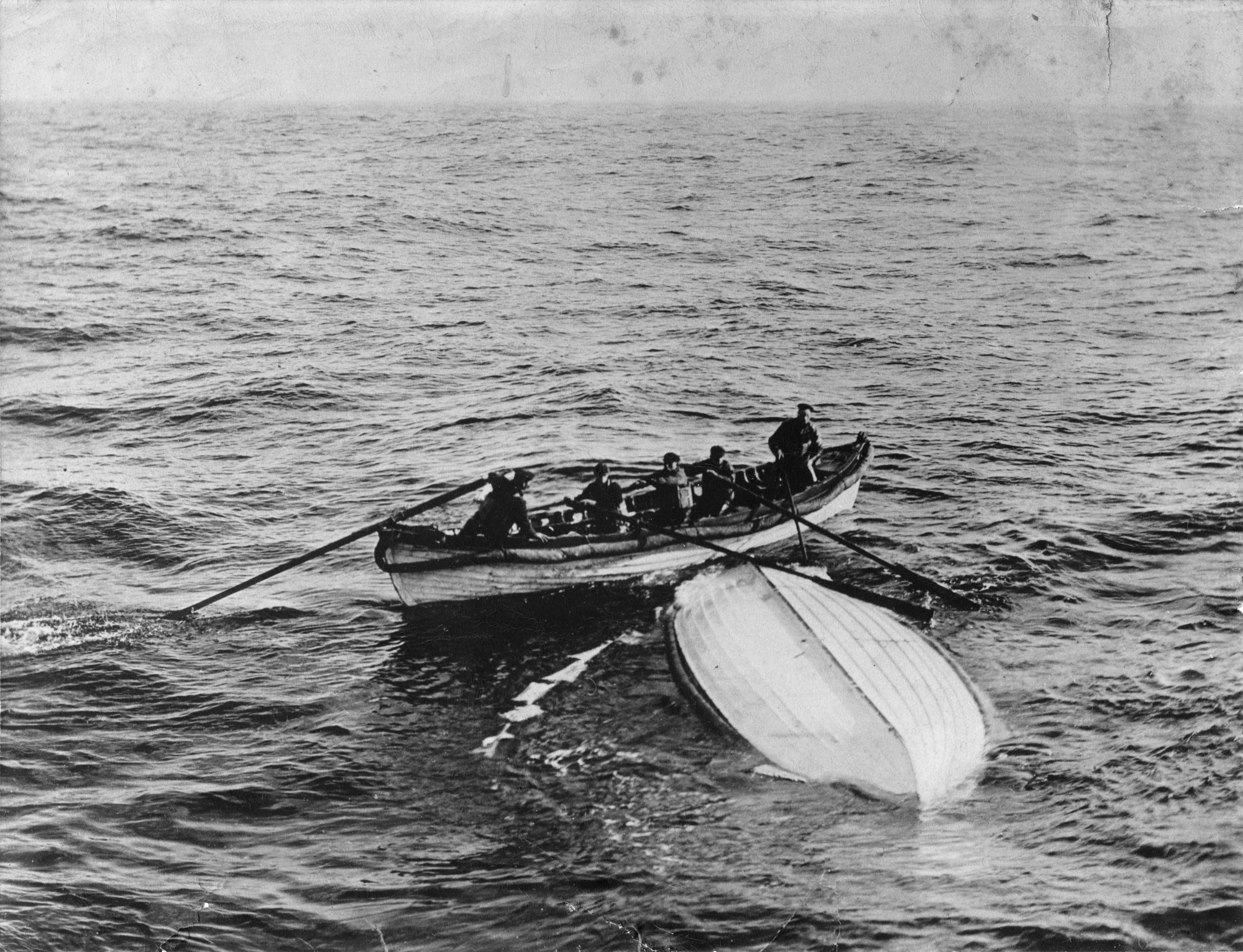
Экипаж судна «Маккей-Беннетт» рядом с перевёрнутой складной шлюпкой B

Грейси сел на борт «Титаника» 10 апреля в Саутгемптоне, заняв каюту C-51 в первом классе. Бо́льшую часть рейса он провёл в обществе одиноких женщин, включая Хелен Черчилль Кэнди, Шарлотту Эпплетон и Каролину Браун. Также Грейси проводил время за чтением книг в библиотеке 1-го класса вместе со своим другом Клинчем Смитом, обсуждая Гражданскую войну с Исидором Штраусом. Среди других пассажиров он был известен как неутомимый рассказчик и неиссякаемый источник информации по истории Чикамоги и Гражданской войны в целом.
14 апреля 1912 года Грейси, пренебрегая слабым здоровьем, решил провести время на корте для игры в сквош и в бассейне. Затем он участвовал в богослужении, а остаток дня посвятил чтению и общению. Спать Грейси лёг рано, намереваясь рано утром отправиться на сквош.
В 23:45 Грейси проснулся от слабого толчка судна. Поняв, что двигатели не работают, он быстро оделся. Направляясь на шлюпочную палубу, он встретил женщин, которых сопровождал. Арчибальд проводил их до шлюпочной палубы и убедился, что они сели в шлюпку. Далее полковник помогал второму офицеру Чарльзу Лайтоллеру сажать женщин и детей в шлюпки.
В 1:55 Грейси и его друг Смит стали помогать Лайтоллеру спускать складные шлюпки, располагавшиеся над офицерскими каютами. Когда была спущена шлюпка B, шлюпочную палубу уже заливала вода:
Мой друг Клинч Смит предложил бежать в сторону кормы. Но перед нами возникла живая стена людей, бежавшая к шлюпкам и блокировавшая нам путь. В толпе, среди мужчин, были женщины, и они, казалось, были пассажирами третьего класса. Даже среди этих людей не было никакого истеричного крика, никаких признаков паники. О, это была молчаливая агония толпы
.
Когда вода хлынула на шлюпочную палубу, Грейси смыло волной, но он успел схватиться за крышу мостика. Далее, отплыв, Грейси смог залезть на днище перевёрнутой складной шлюпки, где уже расположилась дюжина других мужчин. Его друг Клинч Смит исчез в пучине океана, а тело так и не было найдено. В течение ночи промокшие и замёрзшие люди пытались удержаться на киле шлюпки. Как писал Грейси, более половины людей от усталости или холода соскользнуло в воду. Утром 15 апреля спасательные шлюпки номер 4 и 12 подобрали выживших. Грейси так сильно устал, что не смог сделать прыжок, и на борт «Карпатии» его подняли прямо в шлюпке.

## Дальнейшая жизнь
После возвращения в Нью-Йорк Грейси сразу начал писать книгу о своём плавании на «Титанике». Он провёл месяцы, пытаясь установить, кто находился в спасательной шлюпке и какие события имели место. В своей работе он указал каждого безбилетного пассажира, а также указал имена пассажиров первого класса, оставшихся на судне. Эта книга стала ценным источником информации для историков и исследователей катастрофы.
Здоровье Грейси было сильно подорвано переохлаждением и полученными травмами, и 4 декабря 1912 года полковник скончался от осложнения диабета. Он был похоронен на кладбище Вудлон в Бронксе, Нью-Йорк. На похоронах присутствовали многие выжившие пассажиры и члены семей погибших.
Его дочь Эдит и жена Констанция унаследовали его имущество. Однако в 1917 году из-за банкротства брокерской конторы Констанция потеряла большую часть своего состояния, и ей пришлось получать финансовую поддержку от тестя её покойной дочери. В 1924 году она вышла замуж за Умберто Агирре де Урбино — авантюриста, выдававшего себя за чилийского графа. По словам Констанции, когда он её бросил, он похитил драгоценности на 5000 долларов. В этот момент были раскрыты его корыстные цели. Сама Констанция умерла в санатории в Вашингтоне в возрасте 85 лет.

## В массовой культуре
В фильме 1997 года «Титаник» Арчибальда Грейси сыграл британский актёр Бернард Фокс.